# 손영춘
손영춘(1958년 3월 14일 ~ )은 대한민국의 배우이다. 본관은 밀양(密陽)이다. 1983년에 KBS 10기 공채 탤런트로 선발되었다.

## 학력
- 조선대학교 체육학 학사

## 출연작

### 영화
- 《백치원앙》 (1989년)
- 《우담바라》 (1989년)
- 《경찰+칠득이와 너털도사》 (1990년)

### 드라마
- 《전우》 (1983년, KBS2)
- 《광장》 (1985년, KBS1)
- 《적도전선》(1985년, KBS1)
- 《해돋는 언덕》 (1985년, KBS1)
- 《초혼가》 (1986년, KBS1)
- 《형사 25시》 (1986년, KBS2)
- 《원다풍》 (1987년, KBS2)
- 《욕망의 문》 (1987년, KBS2)
- 《환멸을 찾아서》 (1987년, KBS1)
- 《따뜻한 남쪽나라》(1988년, KBS1)
- 《순심이》 (1988년, KBS2)
- 《몽기미 풍경》 (1990년, KBS1)
- 《무지개 장군들》 (1991년, KBS2)
- 《머나먼 쏭바강》 (1993년, SBS) - 진병장 역
- 《오박사네 사람들》 (1993년, SBS)
- 《무당》 (1994년, KBS2)
- 《역사 앞에서》 (1994년, KBS1)
- 《용의 눈물》 (1996년, KBS1) - 양녕대군 수발 내관 역
- 《포도밭 그 사나이》 (2006년, KBS1) - 이장 역

### 예능/시사
- 《현장르포 특종세상》 508회 (2021년, MBN)